# Square Gaston-Baty
Le square Gaston-Baty est un square du 14e arrondissement de Paris dans le quartier du Montparnasse.

## Situation et accès
De forme triangulaire, le square Gaston-Baty est délimité par les rues Poinsot (à l'ouest), Jolivet et du Maine.
Il est accessible à des horaires réglementés.
Il est desservi par la ligne 6 à la station Edgar Quinet.

## Origine du nom
Il porte le nom de Gaston Baty (1885-1952), qui dirigea le théâtre Montparnasse tout proche, de 1930 à 1943,.

## Historique
Le square est créé par décret du 2 décembre 1881.
Il fait l’objet d’une rénovation complète en 2013.
Couvrant une surface de 1035 m², il est équipé d'une aire de jeux pour les enfants.
Planté de tilleuls et de houx taillé, il possède le label Écojardin.

## Bâtiments remarquables et lieux de mémoire
- Statue en pied, en bronze, du peintre Chaïm Soutine, par Arbit Blatas, datée de 1963 et signée sur le socle. Soutine est inhumé dans le cimetière du Montparnasse voisin[1].